# Piotr Stolypin
Piotr Arkádievich Stolypin (en ruso: Пётр Арка́дьевич Столы́пин) (Dresde, 2 de abriljul./ 14 de abril de 1862greg.-Kiev, 5 de septiembrejul./ 18 de septiembre de 1911greg.) fue un eminente político reformista ruso, primer ministro y ministro del Interior del zar Nicolás II de Rusia desde 1906 hasta 1911.

## Relevancia histórica
Para Solzhenitsyn, Stolypin fue la figura más trascendental en la historia rusa del siglo XX. Representó un tipo de altos funcionarios rusos opuestos a cualquier reforma política que pusiera en peligro a la autocracia zarista, pero preocupados al mismo tiempo por la modernización de su país. No obstante, desde fines del siglo XIX, se mostró también convencido de la necesidad de reformas económicas que impulsaran la modernización del Imperio Ruso en sentido capitalista.
A diferencia de sus colegas, Stolypin admitía y lamentaba el atraso económico de Rusia, sobre todo en comparación con las potencias de Europa Occidental y Europa Central, juzgando negativamente las características de la economía del Imperio, basada en una agricultura deficitaria, el empobrecimiento de los campesinos, una industria poco desarrollada y una fuerte dependencia del capital extranjero, por lo cual el capitalismo no había transformado a Rusia en una potencia lo bastante fuerte en proporción a sus recursos naturales y humanos.
La introducción de ideas del socialismo y el comunismo en la Rusia de fines del siglo XIX generó una inquietud para Stolypin, quien comprendió, a diferencia de muchos otros burócratas rusos, que tales ideologías podrían estimular revueltas entre el incipiente proletariado y sobre todo entre los campesinos, siendo necesario atajar el descontento de las masas mediante mejoras sustanciales en su nivel de vida. 
Stolypin consideró que el futuro de la economía rusa dependía del campesinado, mucho más numeroso que el proletariado urbano y potencialmente más leal al zarismo, por lo cual era preciso mejorar la situación de las masas campesinas mediante medidas económicas audaces que transformaran a los empobrecidos mujíks en pequeños propietarios a semejanza del campesinado de Europa Occidental al que Stolypin tomaba como modelo; tal propuesta era impensable para la conservadora aristocracia rusa que aun daba por descontada la fidelidad de los campesinos al zar y postulaba detener el descontento social con simple represión militar antes que con mejoras en la economía.
La entrada de Rusia en la Gran Guerra de 1914 frenó la recolección de los frutos de las póstumas medidas implementadas por Stolypin y como consecuencia de esto, el descontento del campesinado fue una de las bazas aprovechadas por el bolchevismo para iniciar la Revolución de octubre de 1917 y poco después aplastar la resistencia anticomunista en la Guerra civil rusa.

## Familia y juventud

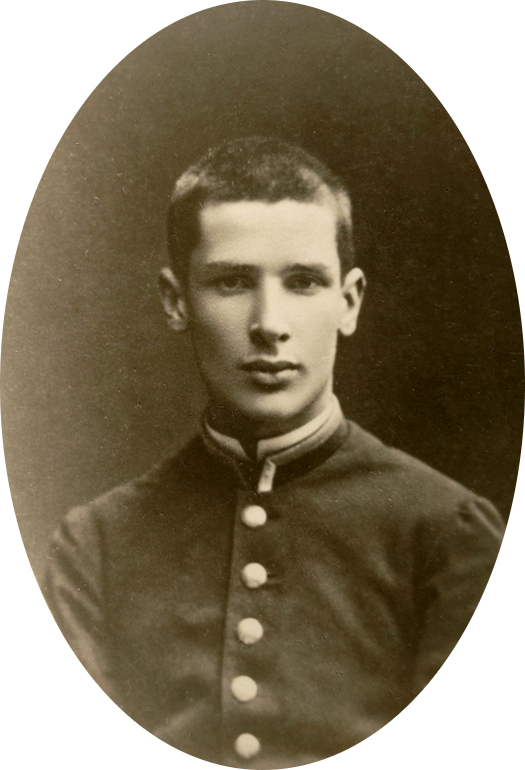
Stolypin a los 14 años

Stolypin nació en 1862 en el reino germánico de Sajonia (su padre era un diplomático ruso ante Dresde), en el seno de una familia rica y aristocrática de Rusia. La familia aparece mencionada por las crónicas por primera vez a finales del siglo XVI. Su padre era militar y diplomático, alcanzó el grado de teniente general, fue edecán del zar Alejandro II, gobernador de Rumelia Oriental y alcaide del Kremlin. Su madre, Natalia Mijáilovna también tenía orígenes ilustres: era hija del príncipe Mijaíl Gorchakov, virrey del Zarato de Polonia y general en jefe de Crimea; era sobrina de Aleksandr Gorchakov, ministro imperial de Asuntos Exteriores durante casi un cuarto de siglo. Ambos eran personas cultas que conocían a algunas de las figuras literarias de la época, como León Tolstói. Piotr era el segundo de tres hijos varones.
Se sabe poco de la infancia y juventud de Stolypin. Los primeros años los pasó en la finca familiar de Srednikovo, cerca de Moscú. Luego la familia se mudó a Kovno. Recibió una buena educación, tradicional. Tuvo una institutriz inglesa de la que aprendió el idioma, un tutor francés y otro alemán, cuyos idiomas también asimiló. La casa de campo de la familia, en Kolberzhe, contaba con una amplia biblioteca de diez mil volúmenes y el joven Stolypin fue un voraz lector de obras de arte y literatura. En la adolescencia sufrió una enfermedad que le paralizó parcialmente de por vida el brazo derecho. Esto le impidió seguir la carrera paterna en el Ejército.
Heredó el conservadurismo paterno y el convencimiento de que Rusia debía contar con un monarca fuerte que la rigiese. Horrorizado por el asesinado de Alejandro II en 1881, tuvo siempre una desconfianza hacia la intelectualidad rusa, a la que culpaba del magnicidio y creía hostil a la monarquía. Físicamente parecido a su progenitor (alto y apuesto), no lo era en sus costumbres: no fumaba, apenas bebía, no jugaba y era de carácter serio, laborioso y piadoso. Era estricto en el cumplimiento de los rituales de la Iglesia ortodoxa rusa.
Ingresó en la Universidad de San Petersburgo en 1881 para estudiar Ciencias Naturales y se doctoró en ella con una tesis sobre el cultivo del tabaco en el sur de Rusia. Cuando aún no había cumplido los veintidós años se desposó con Olga Borísovna Neidgardt, que había sido la prometida de su hermano mayor, para entonces difunto. El matrimonio resultó feliz y tuvo seis vástagos: cinco mujeres y un varón.
Desde joven destacó por su inteligencia, estudió física y matemáticas en la Universidad de San Petersburgo y parecía destinado a destacar en el ámbito científico; pero también poseía un gran talento administrativo y volcó sus energías ingresando a la carrera de la administración pública del Imperio Ruso, destacando por su firme conservadurismo en cuestiones sociales y políticas, así como por su firme fe en la autocracia zarista.

## Gobernador deSarátov
Llegó a la gobernación de Sarátov en marzo de 1903. Pese a sus dudas personales sobre los motivos de la guerra ruso-japonesa, públicamente se implicó en la campaña en favor de la guerra, en la que hizo sus primeros discursos notables y fue desarrollando su oratoria. Tuvo que enfrentarse al primer levantamiento violento de su gobierno en la provincia al volver de una visita a la capital a finales de mayo de 1904. Tanto en esta como en otras ocasiones posteriores, empleó un sistema característico: afrontar a los revoltosos, intentando evitar el uso de la fuerza, intentando convencerlos de que abandonasen su actitud. Pasó así gran parte del año, sofocando distintas revueltas y disturbios por toda la provincia. No dudó en ocasiones en utilizar amenazas y exceder sus prerrogativas de gobernador para sofocar algunas protestas.
En su informe al Gobierno sobre la situación de la provincia en 1904 que envió al año siguiente, afirmó que los obreros estaban siendo usados por los que consideraba verdaderos revolucionarios, el «tercer elemento» (los empleados técnicos de los zemstvos) y abogaba por crear un partido de terratenientes que constrarrestase su creciente influencia. Propugnó asimismo la eliminación de la comuna para favorecer el surgimiento de una nueva clase de medianos propietarios que esperaba que fuesen un nuevo sostén para el zarismo.
En su opinión, el sistema comunitario perpetuaba la pobreza y desincentivaba la inversión en el campo. La transformación de los labradores en propietarios de la tierra debía favorecer, a su parecer, la estabilidad política y privar a los revolucionarios del principal argumento con el que atraían a los campesinos: la tierra. Además de esta reforma, defendió la concesión a los gobernadores provinciales de mayores poderes para imponer el orden, incluido el de poder imponer condenas mediante nuevos tribunales administrativos. Para entonces, se estaba labrando ya fama de administrador eficaz, imaginativo y enérgico.
A diferencia de muchos otros gobernadores que ante la crisis de 1905 se limitaron a enviar contra los rebeldes a la policía y el ejército, Stolypin participó decididamente en aplastamiento de las protestas, incluso poniendo en riesgo su vida. Las protestas y disturbios se multiplicaron en la segunda mitad de ese año. Stolypin se hallaba lejos de la provincia cuando se produjo uno de los más graves, un pogromo en el que perecieron diez personas, que toleró su vicegobernador y al que Stolypin puso fin cuando regresó a comienzos de noviembre.
Las revueltas campesinas, en las que grupos de labradores robaban e incendiaban las haciendas, se agudizaron durante los dos últimos dos meses del año. La crisis se había agudizado tanto, especialmente en el campo, que Stolypin hubo de abandonar su tradicional método de mediación y amenaza de uso de la fuerza para lidiar con las protestas y comenzó a emplear al ejército para aplastarlas. Sin embargo, buscó que las tropas se limiten a detener revoltosos, pese a las directrices del ministro del Interior, más partidario de la violencia. Dejó la represión, que se intensificó a finales de año, en manos del general Víktor Sájarov, que terminó siendo asesinado.
En diciembre de 1905 logró desbaratar la huelga general, que se había extendido desde Moscú, mediante el uso de las tropas y el arresto de la mayoría de los dirigentes políticos socialdemócratas y campesinos. Pasó los cuatro meses siguientes tratando de restablecer el orden en la provincia y recabando el apoyo de nobles y terratenientes a sus medidas.

## Ministro del Interior
El zar lo nombró ministro del Interior del nuevo Gobierno presidido por Iván Goremykin el 8 de mayo de 1906. Asumió el cargo cuando su represión de los liberales le iba a granjear la hostilidad de estos en la nueva Duma y sus planes de reforma la de los ultraconservadores, que gozaban de notable influencia en la corte. El poder del nuevo ministro derivaba exclusivamente del apoyo del monarca, que se lo concedió en los primeros años. Debió el nombramiento tanto a su capacidad como administrador como a sus métodos novedosos —mezcla de persuasión y represión— para afrontar las protestas, a las propuestas de reforma del imperio y a la buena impresión que había causado al soberano.
Falto de experiencia en el Gobierno central, se mantuvo en un segundo plano en los consejos de ministros durante sus primeras semanas al frente del ministerio. Mantuvo, empero, su dedicación característica para adaptarse al nuevo entorno, aunque tendió a delegar la gestión de algunos departamentos en subordinados de escasa capacidad.
Pronto Stolypin ganó fama tras ser designado gobernador de Grodno en mayo de 1902 y luego de la gobernación de Sarátov en febrero de 1903, logrando que esta provincia se mantenga casi del todo pacífica durante la Revolución rusa de 1905, coordinando las actividades de su administración con los zemstvos locales, pero recurriendo de modo eficaz al espionaje policial (Ojrana) contra los agitadores externos. Asimismo propuso una agresiva reforma agraria local que mejoraba las condiciones sociales del campesinado.

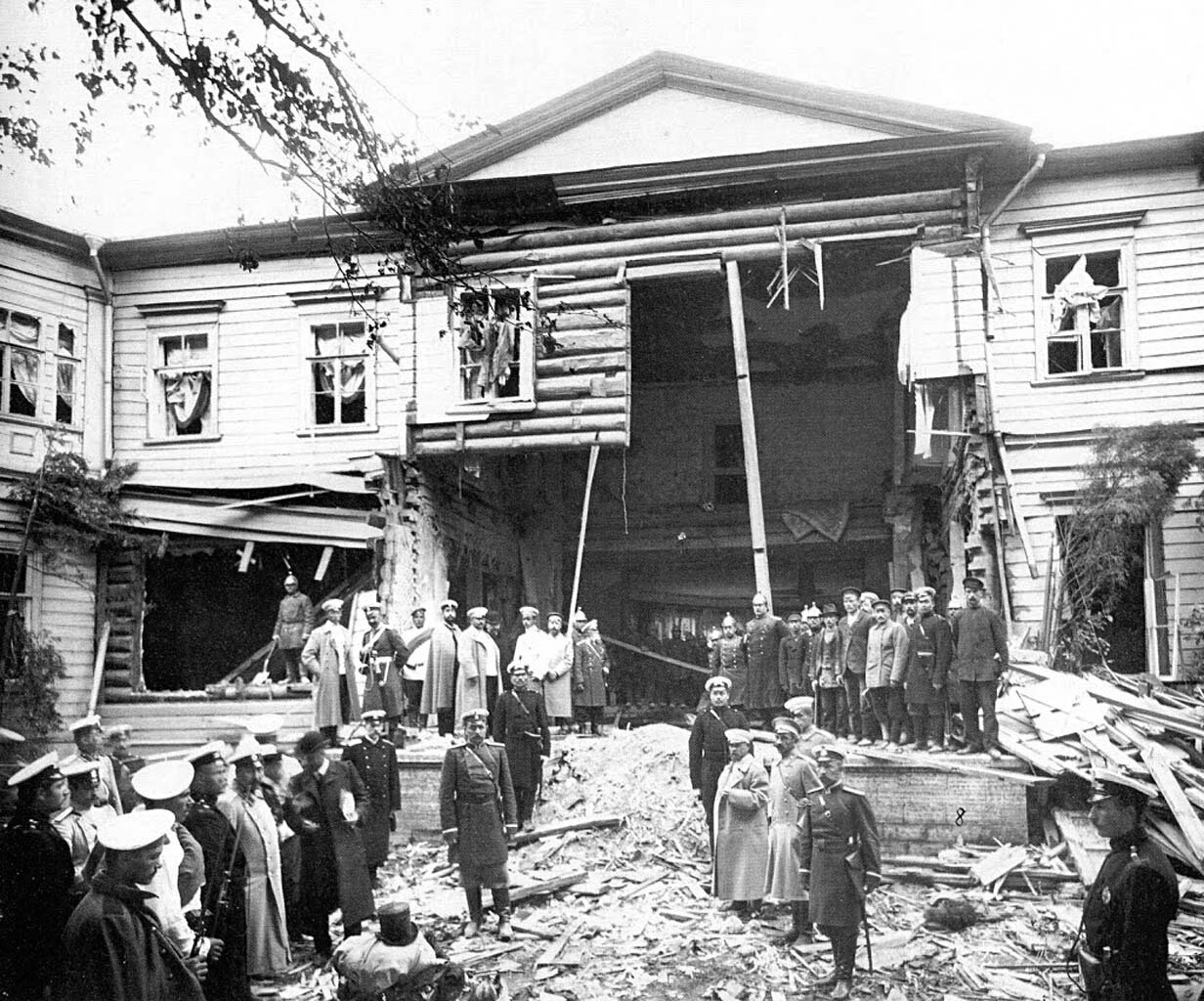
Dacha de Stolypin en la isla Aptékarsi de San Petersburgo destruida en un atentado en 1906

En 1903, el Zar Nicolás II lo nombró gobernador de la provincia de Sarátov, la cual estaba convulsionada por numerosas sublevaciones y atentados contra el proletariado de la zona.
La rudeza y eficacia de Stolypin para evitar disturbios en Sarátov, usando al mínimo la violencia, lo hizo conocido ante el zar Nicolás II, quien fue convencido por el príncipe Gueorgui Lvov y Aleksandr Guchkov para designar a un "técnico liberal" como Primer ministro. La designación para este cargo recayó en Stolypin desde el 21 de julio de 1906.
En ese mismo año, a tan solo un mes después de asumir su cargo, Stolypin sobrevivió a un atentado que mató a 33 personas e hirió de gravedad a otras 32 que esperaban para una audiencia en su casa-oficina, situada en la isla de Aptékarski, en San Petersburgo. 
Dos anarquistas disfrazados de policías detonaron una bomba en la sala de espera.  El jefe de Gobierno salió ileso;  pero dos de los seis hijos que tuvo con Olga Neidgardt, tataranieta del jefe militar ruso Aleksandr Suvórov, resultaron gravemente heridos: su hija Natalia, de catorce años, la más grave, sufrió heridas en las piernas y su hijo Arkadi, de tres, fue herido en la cabeza. 
Se trasladó con toda su familia y funciones al Palacio de Invierno en San Petersburgo y en este contexto conoció a Grigori Rasputín, quien a petición del Zar visitó a su hija convaleciente. Stolypin fue mal impresionado por esta obligada visita y detestó hasta su muerte al monje.

### Rasgos personales
Cuando el Zar nombró a Stolypin primer ministro, lo hizo por considerarlo un auténtico defensor de la Autocracia del Zarismo, de personalidad fuerte, franco y honesto, contaba con una incansable capacidad de trabajo y fortaleza interior, sumado a una excepcional inteligencia y tenacidad,  atributos que fueron muy valorados no solo por el Zar y la corte imperial sino también por los representantes de gobiernos afines a Rusia.
George Buchanan, embajador británico en San Petersburgo, dijo de Stolypin:

-" Un hombre ideal con el cual se puede llegar a cualquier acuerdo,..siempre cumple con lo que promete"-

El Zar Nicolás II expresó su absoluta aprobación a Stolypin indicando que:

-" No puedo decir hasta qué punto he llegado a simpatizar con este hombre y a respetarlo"-
Octubre de 1906

### Lacorbata de Stolypin
Después de este atentado, Stolypin endureció las medidas contra el terrorismo con la aprobación del Zar facultando a los tribunales militares para efectuar una justicia rápida otorgando amplias facultades para juzgar, condenar y ejecutar a terroristas. Como consecuencia de ello, en dos años del ejercicio de la medida se ejecutaron 683 personas y la actividad revolucionaria pareció retroceder. 
Entre 1906 y su asesinato en 1911, Stolypin había perseguido todo proyecto político contrario al régimen zarista, pese a promover en paralelo la modernización de la economía siguiendo los planes de su predecesor Serguéi Witte: promover la construcción de infraestructura y la industrialización y perseguir todo cuestionamiento de la autoridad del zar. El medio año en que intensificó su política represiva mediante agentes encubiertos de la policía secreta Ojrana la que se conoce como época de la reacción. De hecho, Stolypin admitía el parlamentarismo en muy pequeña escala, insistiendo en preservar la autoridad del zar por encima de la Duma Imperial de Rusia; en paralelo, Stolypin no ocultaba su desprecio hacia aristócratas ineptos (como su propio antecesor Iván Goremykin) o cortesanos intrigantes (como Rasputín).
Después de que la Revolución rusa de 1905 forzó a Nicolás II a establecer la Duma Imperial de Rusia o parlamento, Stolypin intentó gobernar con la Duma, pero cuando esta rechazó sus reformas, la disolvió y gobernó con ukazes (decretos del zar). También disolvió la Segunda Duma y redujo el derecho a voto. Este período es conocido como la reacción stolypiniana, durante el cual se aplicó en gran escala la pena de muerte para aplastar el movimiento socialista, de forma que un total de 1103 personas fueron ajusticiadas durante su mandato. De hecho, la soga era popularmente conocida como «la corbata de Stolypin». Por esta forma autocrática de gobernar se ganó la enemistad de la mayoría de las organizaciones políticas rusas, aunque su plan de modernización fue implementado a gran escala.
Uno de sus éxitos en el espionaje fue la introducción del agente-topo Román Malinovski en la cúpula bolchevique a partir de 1910.

### Iniciador de la reforma agraria y políticas sociales
Stolypin emprendió una reforma liberal en la agricultura en 1906, por la que suprimió el Mir y liberalizó la compra-venta de propiedades agrarias. La intención de Stolypin era crear un grupo de campesinos propietarios que suministraran apoyo social al gobierno del zar y frenar la lucha de la mayoría de los campesinos por la propiedad de la tierra además de "reducir" la fuerza política de los obreros de las ciudades. Stolypin permitió una modernización agraria que sacó a muchas zonas rurales del autoconsumo hacia una agricultura comercial y logrando abastecer por consiguiente a las ciudades con productos a bajo precio, reduciendo la dependencia de la importación. Pese a las ambiciones de Stolypin, esta fue una reforma limitada que no favoreció a los campesinos más pobres -carentes de toda opción a comprar tierras o siquiera útiles de labranza-, pero dio alguna tierra a muchos de los campesinos que liberó Alejandro II del régimen de servidumbre en 1861 y a quien este no había dado nada para subsistir. 
En esencia, el plan de Stolypin proponía disolver las obschinas (comunidades campesinas) y que el gobierno vendiese a los campesinos tierras de propiedad estatal con el objeto de crear una clase media de "campesinos propietarios" que se opondrían a las ideas revolucionarias. El proyecto no perjudicaba a la aristocracia terrateniente en cuanto a la propiedad de sus tierras, pero indirectamente forzaba a que los aristócratas propietarios mejorasen su productividad agrícola para competir con los "campesinos propietarios" proyectados por Stolypin.
Los cinco años que Stolypin ejerció como Ministro del Interior, fueron los mejores para la Rusia imperial en cuanto al programa agrario, 9 millones de campesinos pasaron a ser dueños de sus predios, las cosechas fueron abundantes, los ingresos por impuestos a las arcas imperiales aumentaron, hubo un verano con superávit de cosechas, las redes ferroviarias se extendieron, la industria del carbón se vio favorecida.  Las reformas llegaron a la educación consignando educación primaria gratuita para todo el campesinado, inversamente proporcional a los éxitos de las políticas de Stolypin, la actividad del bolchevismo disminuía a medida que el descontento social lo hacía.

### Ocaso político

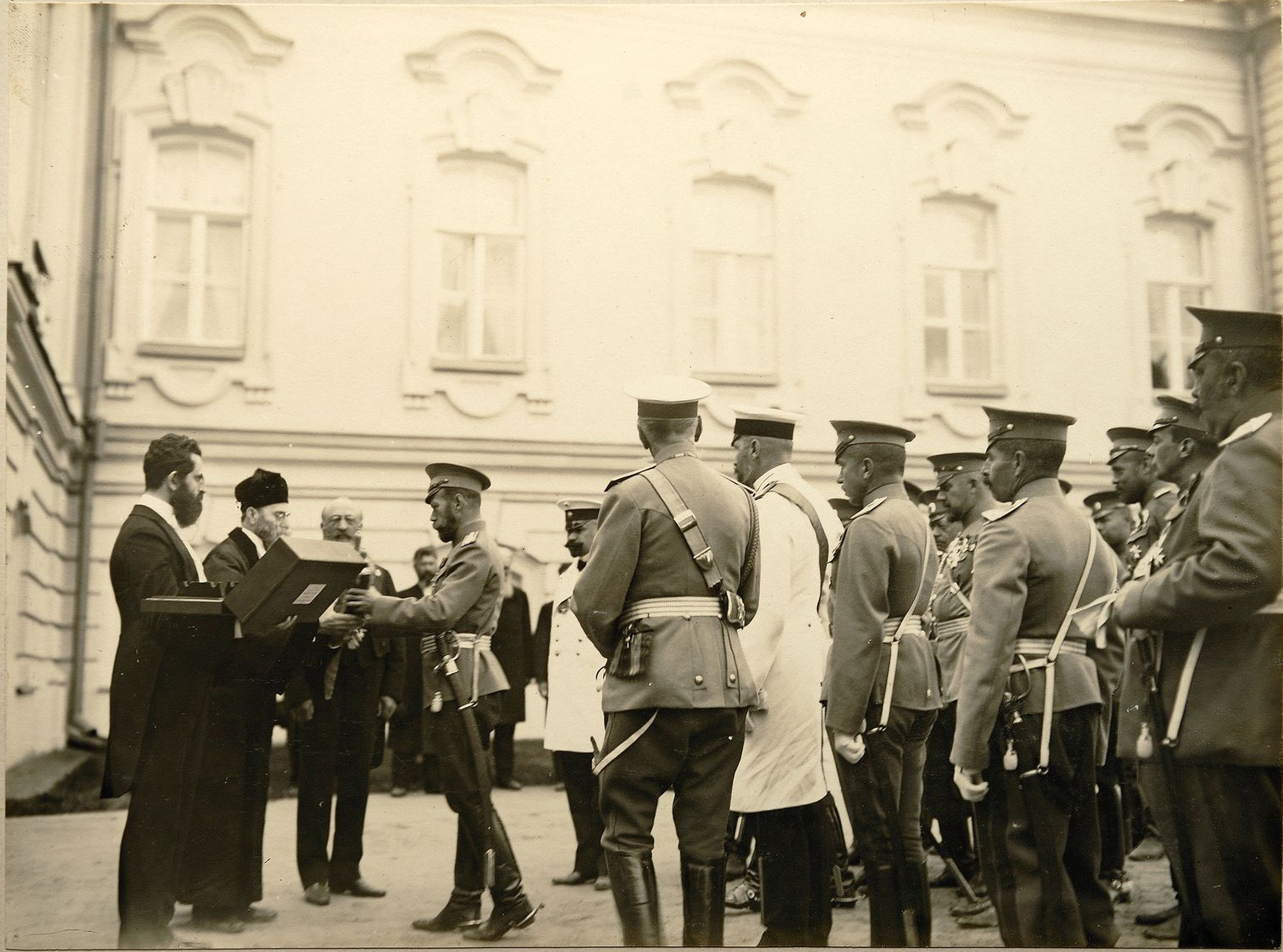
Última fotografía oficial conocida de Stolypin acompañando al zar en Kiev el 30 de agosto de 1911, a quince días de su asesinato.

Después del establecimiento de la Tercera Duma, las intrigas de palacio, y las acciones de descrédito provenientes específicamente del príncipe Vladímir Nikoláievich Orlov,  empezaron a enrarecer la confianza entre el zar y el primer ministro, continuos comentarios de pasillo sostenían sin fundamentos que la Duma rebasaba en sus poderes los privilegios divinos del Zar, estos continuos comentarios empezaron a minar la sólida relación entre el monarca y hasta el entonces su mejor ministro. 
A ello se sumó la infortunada iniciativa de promover el destierro de Rasputín en marzo de 1911, ordenado por Stolypin sin que el Nicolás II se opusiera y contrario a todos los deseos de la emperatriz Alejandra, marcando un punto de inflexión negativo en la confianza y el aprecio de los monarcas. El quebrantamiento de confianza entre el zar y Stolypin fue inevitable, Stolypin presentó su renuncia a fines de marzo de 1911, siendo rechazada por Nicolás II en primera instancia. Después de ello, Stolypin empezó a perder ciertos privilegios como primer ministro, entre ellos su propia seguridad personal, que fue vulnerada al transitar en carruajes sin escolta o no recibir tratamientos propios de su investidura.
En septiembre de 1911 un Stolypin disminuido, junto a Vladímir Kokóvtsov, acompañaron al Zar a Kiev para la inauguración de un monumento a Alejandro III. Stolypin se quejó de no contar con guardia personal y ser considerado como un personaje superfluo.

### Asesinato

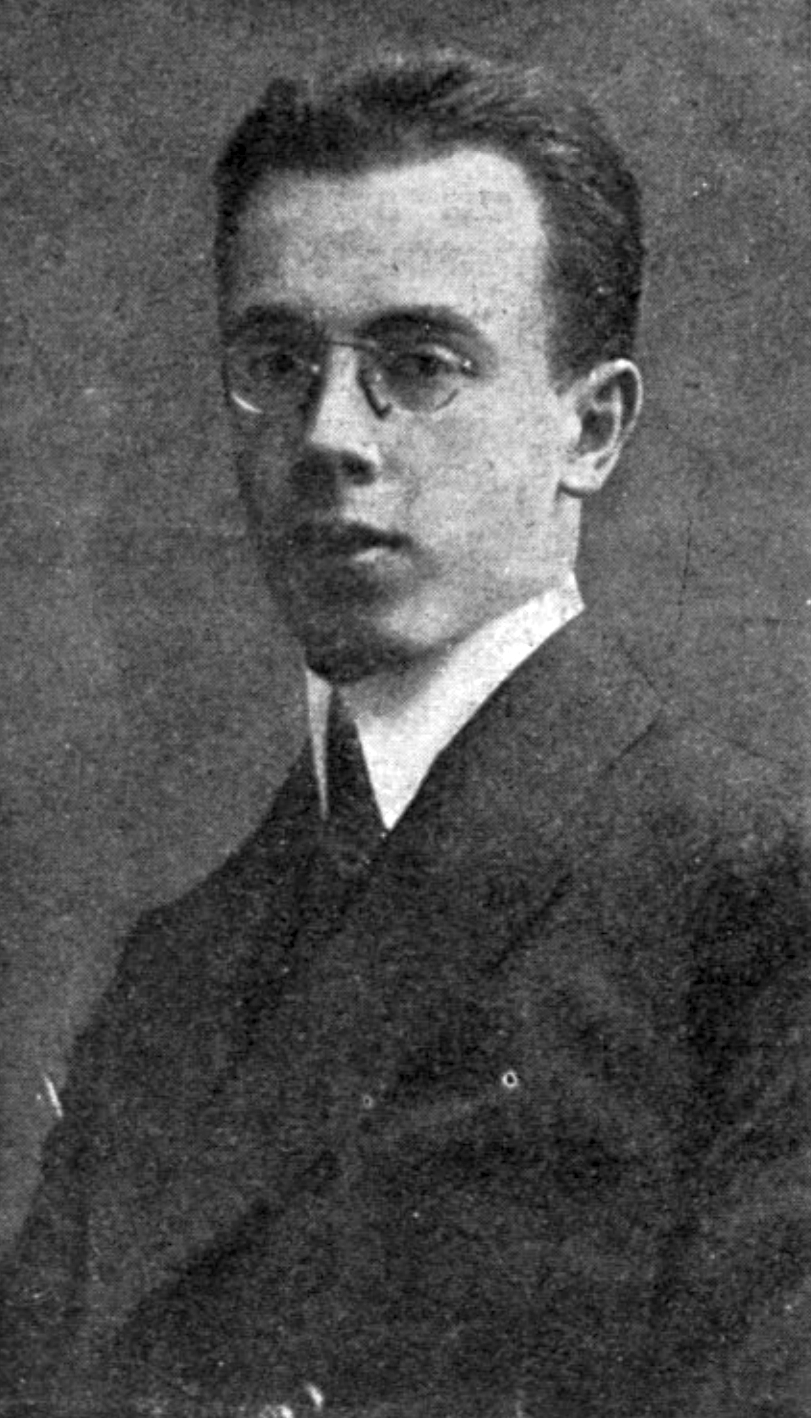
Dmitri Bogrov en 1910, revolucionario anarquista radicalizado que asesinó a Stolypin en 1911

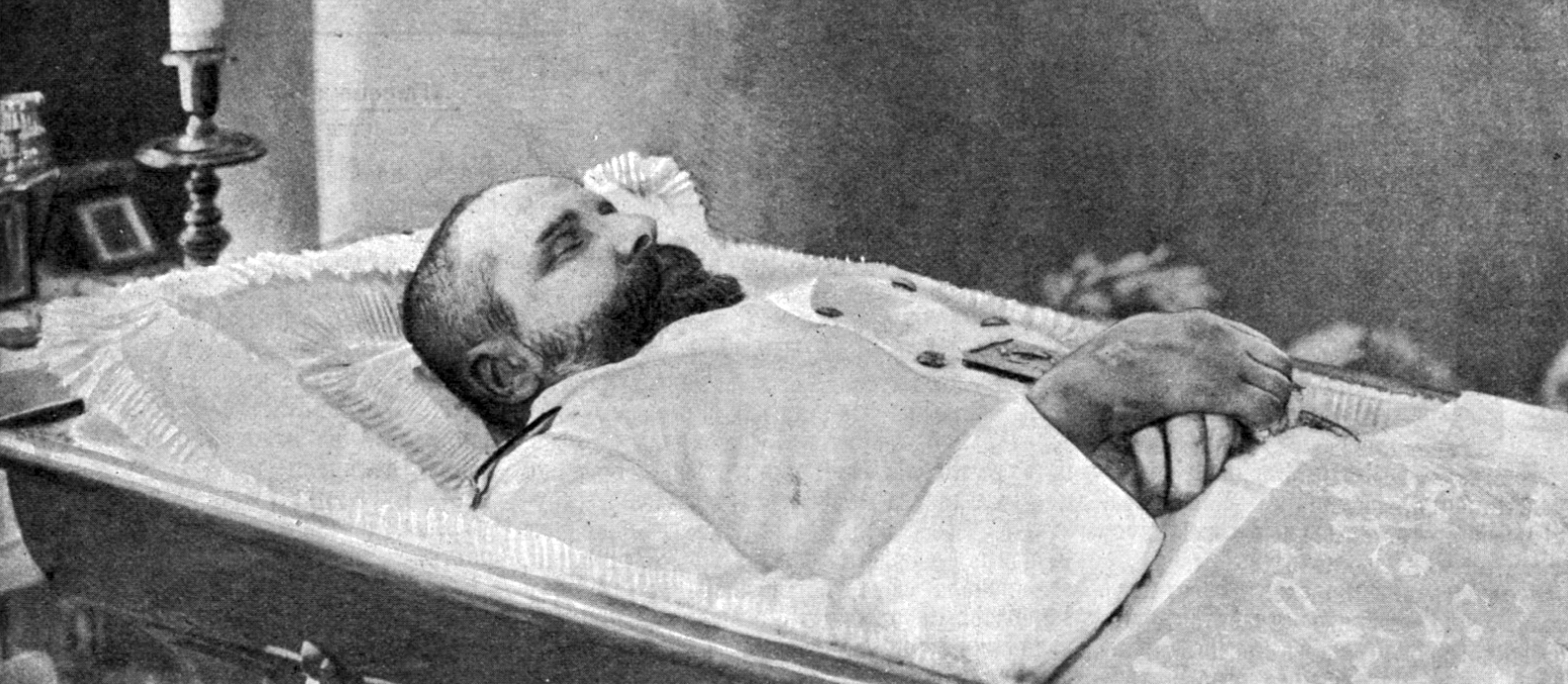
Stolypin en su lecho de muerte.

Stolypin durante su vida política fue víctima de al menos 10 atentados contra su vida, el atentado n°11 fue el que acabó con su vida.
El 1 de septiembre de 1911, asistió a la Opera de Kiev en compañía de Nicolás II y de dos de sus hijas (las grandes duquesas Olga y Tatiana), para ver una representación del El cuento del zar Saltán de Rimski-Kórsakov. Stolypin ocupó un palco inferior al del Zar y en el segundo intermedio, un asistente que se suponía debía ser un policía encubierto se acercó al lugar donde estaba el primer ministro y sin mediar palabra le propinó dos disparos, uno de ellos lo recibió en el pecho.
Stolypin fue asesinado de dos disparos por el revolucionario radical Dmitri Bogrov, que había pertenecido a la policía política (la Ojrana) y que, posteriormente, se había convertido al socialismo radicalizándose. Stolypin murió cuatro días más tarde en el Sanatorio de Kiev. Aleksandr Solzhenitsyn  aseguró en su novela histórica -"Agosto de 1914"- que a Bogrov se le permitió actuar a pedido de elementos de extrema derecha soterrados en la policía secreta zarista (Ojrana) que detestaban a Stolypin debido a sus reformas agrarias y su talento para el gobierno parlamentario.
A partir de 1917, los bolcheviques habrían de abolir todas sus reformas agrarias, instaurando la propiedad comunal, y luego estatal, de las tierras agrícolas.